# Imposição da lei marcial na Coreia do Sul em 2024
Em 3 de dezembro de 2024, o presidente sul-coreano Yoon Suk-yeol declarou unilateralmente lei marcial (hangul: 비상계엄) na Coreia do Sul durante um pronunciamento noturno transmitido ao vivo pela televisão YTN. Yoon acusou o principal partido de oposição, o Partido Democrático, de simpatizar com a Coreia do Norte e de atividades antiestatais.
A declaração foi contestada pelo Partido Democrata e alguns membros do Partido do Poder Popular de Yoon, e resultou em protestos por parte da população sul-coreana. Duas horas depois, apesar das tentativas das forças de segurança de impedir a votação na câmara, a maioria dos parlamentares na Assembleia Nacional aprovou uma moção de 190–0 em 4 de dezembro para suspender a lei marcial. Yoon posteriormente declarou que suspenderia a lei marcial após o parlamento votar para bloquear a ordem. Após o fim da lei marcial, a oposição declarou que iniciaria um processo de impeachment de Yoon na Assembleia se ele não renunciasse.

## Contexto

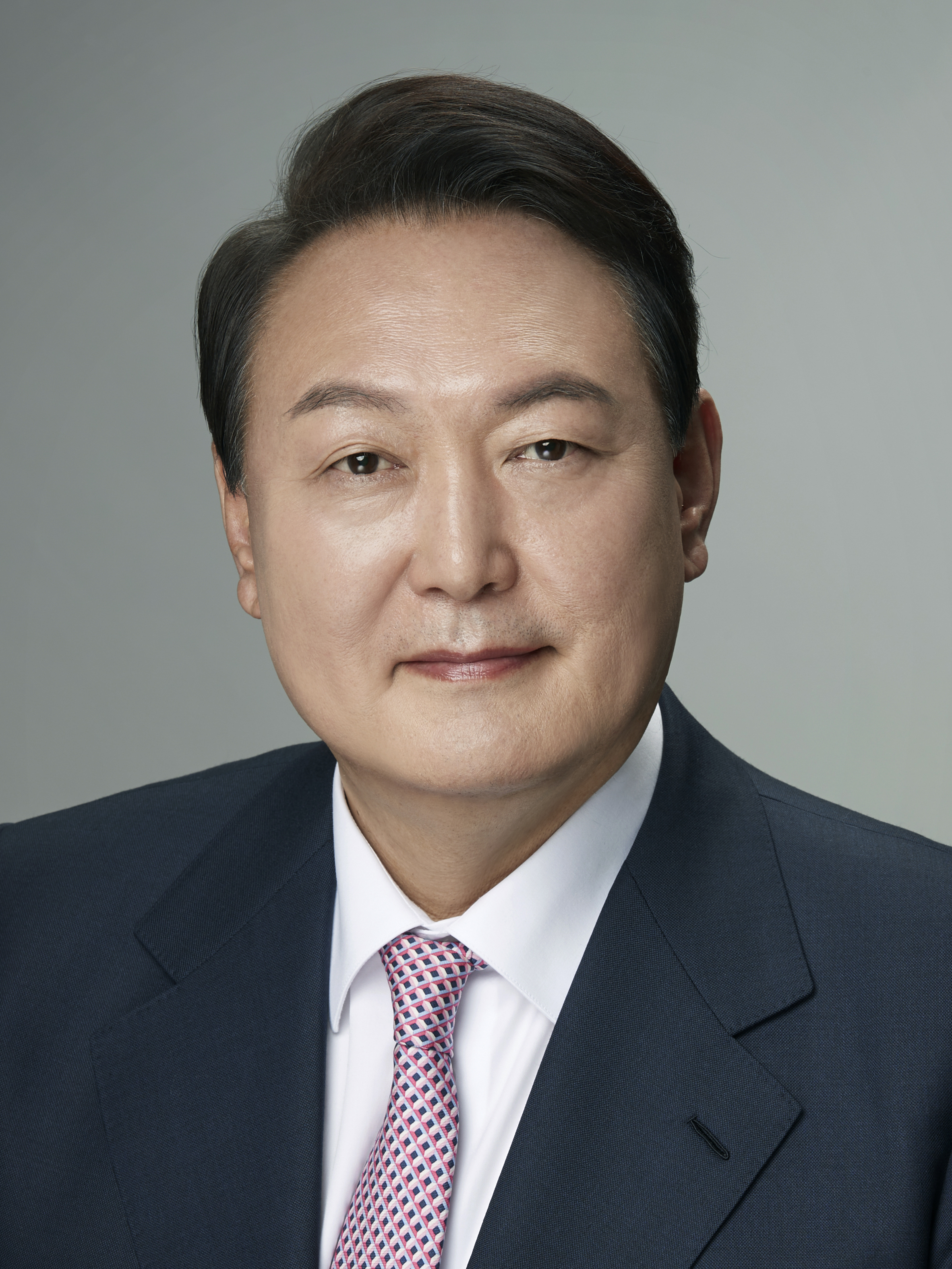
Yoon Suk-yeol, o décimo-terceiro Presidente da Coreia do Sul, e principal instigador do golpe.

Yoon Suk-yeol, membro do conservador Partido do Poder Popular e ex-Procurador-Geral da Coreia do Sul, assumiu o cargo de presidente após vencer as eleições presidenciais de 2022. Sua administração enfrentou baixos índices de aprovação e dificuldades para implementar sua agenda, devido ao controle do parlamento pela oposição. Yoon também se opôs a investigações relacionadas a escândalos envolvendo sua esposa, Kim Keon-hee, e altos funcionários do governo. O parlamento, controlado pela oposição, também havia proposto o impeachment de alguns promotores importantes e rejeitou a proposta orçamentária do governo.
Foi a primeira vez que a lei marcial foi declarada na Coreia do Sul desde o golpe militar de 1979, ocorrido após o assassinato do então ditador sul-coreano Park Chung-hee, e a primeira desde a democratização em 1987. Este foi o 17º decreto de lei marcial desde a formação do governo em 1948. Na Coreia do Sul, membros da Assembleia Nacional não possuem imunidade parlamentar contra acusações e podem ser presos se flagrados cometendo crimes.

## Eventos

### Declaração de lei marcial
Em 3 de dezembro de 2024, o presidente sul-coreano Yoon Suk Yeol declarou lei marcial. Em um discurso transmitido nacionalmente, Yoon acusou a oposição de "tentar derrubar a democracia livre" ao buscar o impeachment de membros de seu gabinete e bloquear seus planos orçamentários. Foi a primeira vez que a lei marcial foi declarada na Coreia do Sul desde 1980, durante a ditadura militar de Chun Doo-hwan. Lee Jae-myung, líder da oposição, pediu que os cidadãos se reunissem na Assembleia Nacional e declarou que Yoon "não é mais o presidente da Coreia do Sul". Manifestantes entraram em confronto com a polícia nos arredores da Assembleia Nacional.
De acordo com a agência de notícias Yonhap, o ministro da Defesa, Shin Won-Sik, ordenou uma reunião com o presidente do Estado-Maior Conjunto, Kim Myung-soo.

### Primeira proclamação do Comando da Lei Marcial
Em 3 de dezembro de 2024, às 23:00 do horário local, o Comando da Lei Marcial emitiu a primeira declaração acerca da lei marcial, abaixo transcrita e traduzida pela Reuters.
"Para proteger a democracia liberal contra a ameaça de derrubada do regime da República da Coreia por forças anti-Estado ativas dentro do país e para garantir a segurança do povo, declara-se o seguinte em todo o território da República da Coreia a partir das 23h do dia 3 de dezembro de 2024:

1. Todas as atividades políticas, incluindo as da Assembleia Nacional, conselhos locais, partidos políticos, associações políticas, manifestações e protestos, estão proibidas.
2. Estão proibidos todos os atos que neguem ou tentem derrubar o sistema democrático liberal, bem como a disseminação de notícias falsas, manipulação da opinião pública e propaganda falsa.
3. Todos os meios de comunicação e publicações estarão sob controle do Comando da Lei Marcial.
4. Greves, paralisações e protestos que incitem o caos social estão proibidos.
5. Todo o pessoal médico, incluindo médicos em treinamento, que esteja em greve ou tenha deixado o setor médico deve retornar ao trabalho dentro de 48 horas e exercer suas funções de forma fiel. Aqueles que violarem esta regra serão punidos de acordo com a Lei Marcial.
6. Cidadãos comuns inocentes, com exceção de forças anti-Estado e outros elementos subversivos, estarão sujeitos a medidas para minimizar os transtornos em suas vidas diárias.

Os que violarem esta proclamação poderão ser presos, detidos e revistados sem mandado, de acordo com o Artigo 9 da Lei Marcial da República da Coreia (Autoridade de Medidas Especiais do Comandante da Lei Marcial), e serão punidos de acordo com o Artigo 14 da mesma lei (Penalidades).

Comandante da Lei Marcial, General do Exército Park An-su, terça-feira, 3 de dezembro de 2024."— General Park An-su

### A Assembleia Nacional anula a lei marcial

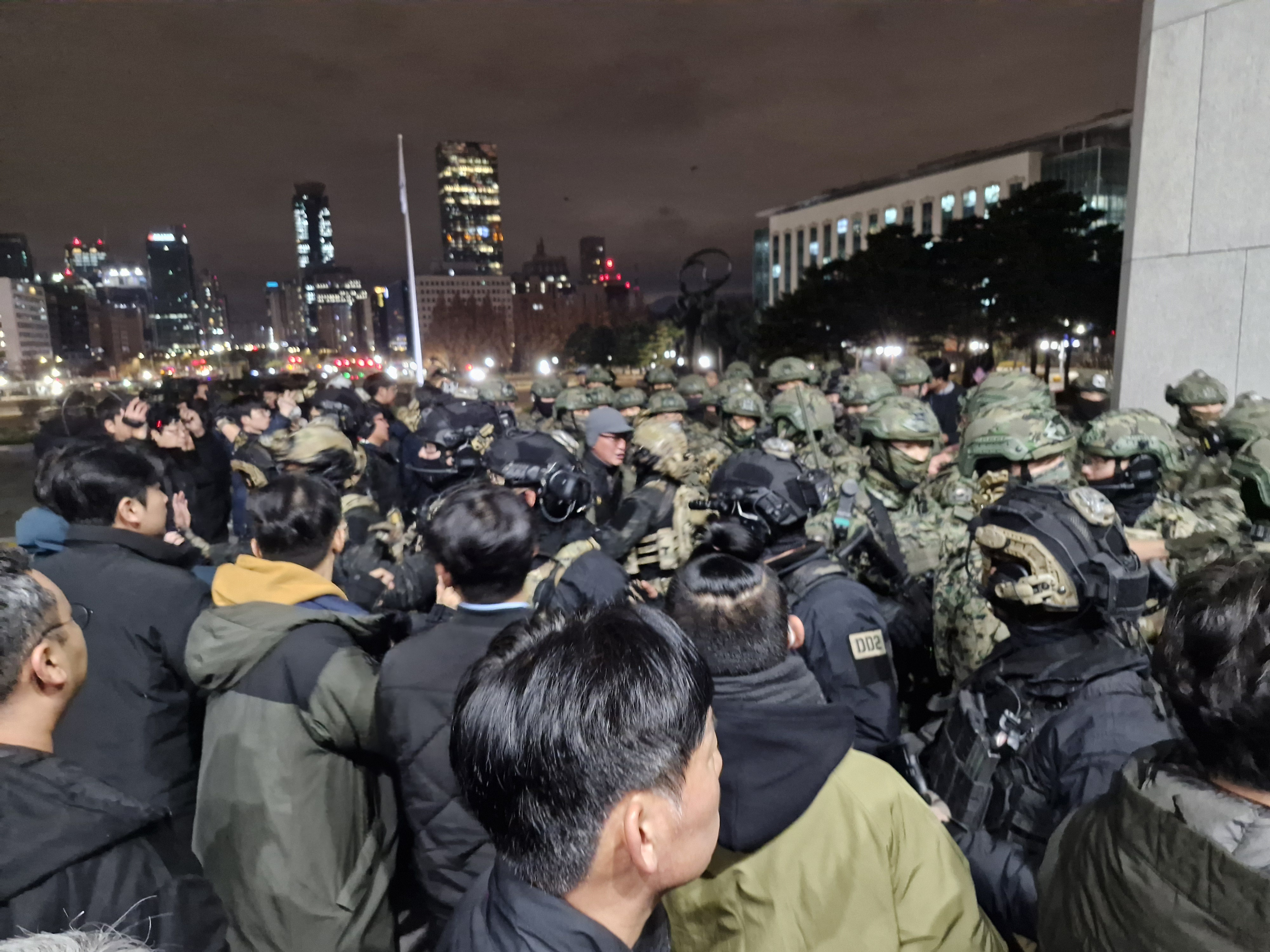
Militares e populares sul coreanos na parte de fora da Assembleia Nacional.

Manifestantes entraram em confronto com a polícia do lado de fora da Assembleia Nacional. O presidente da Assembleia Nacional, Woo Won-shik, convocou todos os parlamentares para se reunirem na Assembleia Nacional. A filial de Incheon do Partido Democrático criticou a ação, classificando-a como o início de uma "era da ditadura de Yoon". Parlamentares contornaram as barricadas policiais para entrar na Assembleia Nacional. Lee Seong-yoon, do Partido Democrático, relatou que escalou uma cerca de 1,5 m para ter acesso.
Em 4 de dezembro de 2024, às 0h48 (horário padrão da Coreia), a Assembleia Nacional iniciou uma sessão de emergência. Por volta de 1h da manhã, com 190 dos 300 parlamentares presentes, a Assembleia Nacional votou unanimemente pelo fim da lei marcial. Os que votaram pelo fim incluíram 172 deputados da oposição e 18 outros do PPP. De acordo com o Artigo 77 da Constituição da República da Coreia, o presidente deve acatar a decisão da Assembleia Nacional de encerrar a lei marcial. Após a votação, o presidente Woo Won-shik pediu que os militares deixassem a Assembleia Nacional, enquanto Lee Jae-myung declarou que o Partido Democrático permaneceria na Assembleia até que o presidente revogasse a lei marcial. Membros do PPP também se juntaram a eles.
Após a votação, alguns soldados estacionados na Assembleia Nacional começaram a se retirar, com o gabinete do presidente da Assembleia confirmando posteriormente que eles haviam deixado o local por completo. Outros começaram a afastar a multidão de manifestantes, que somava cerca de 2.000 pessoas. Os manifestantes também começaram a exigir a prisão e o impeachment de Yoon. Lee Jae-myung afirmou que a declaração da lei marcial foi feita sem a aprovação do gabinete e que os membros das forças de segurança que continuavam a seguir as ordens da lei marcial de Yoon estavam cometendo "um ato ilegal". O ministério da defesa declarou que a lei marcial permaneceria em vigor até ser encerrada pelo presidente.

### O Presidente recua
Poucas horas após ter declarado a lei marcial, frente a oposição da classe política e a votação unanime no Parlamento contra suas ações, Yoon Suk Yeol anunciou que revogaria a lei marcial. Pouco depois, o gabinete do presidente aprovou o fim da lei de emergência adotada pelo presidente.

## Impacto
Após o anúncio, o valor do won sul-coreano caiu para 1.423 won por dólar, o menor valor em dois anos e um mês. O Ministro das Finanças e vice Primeiro-ministro Choi Sang-mok convocou uma reunião de emergência entre as principais autoridades econômicas" para lidar com possíveis consequências do ocorrido.

## Reações

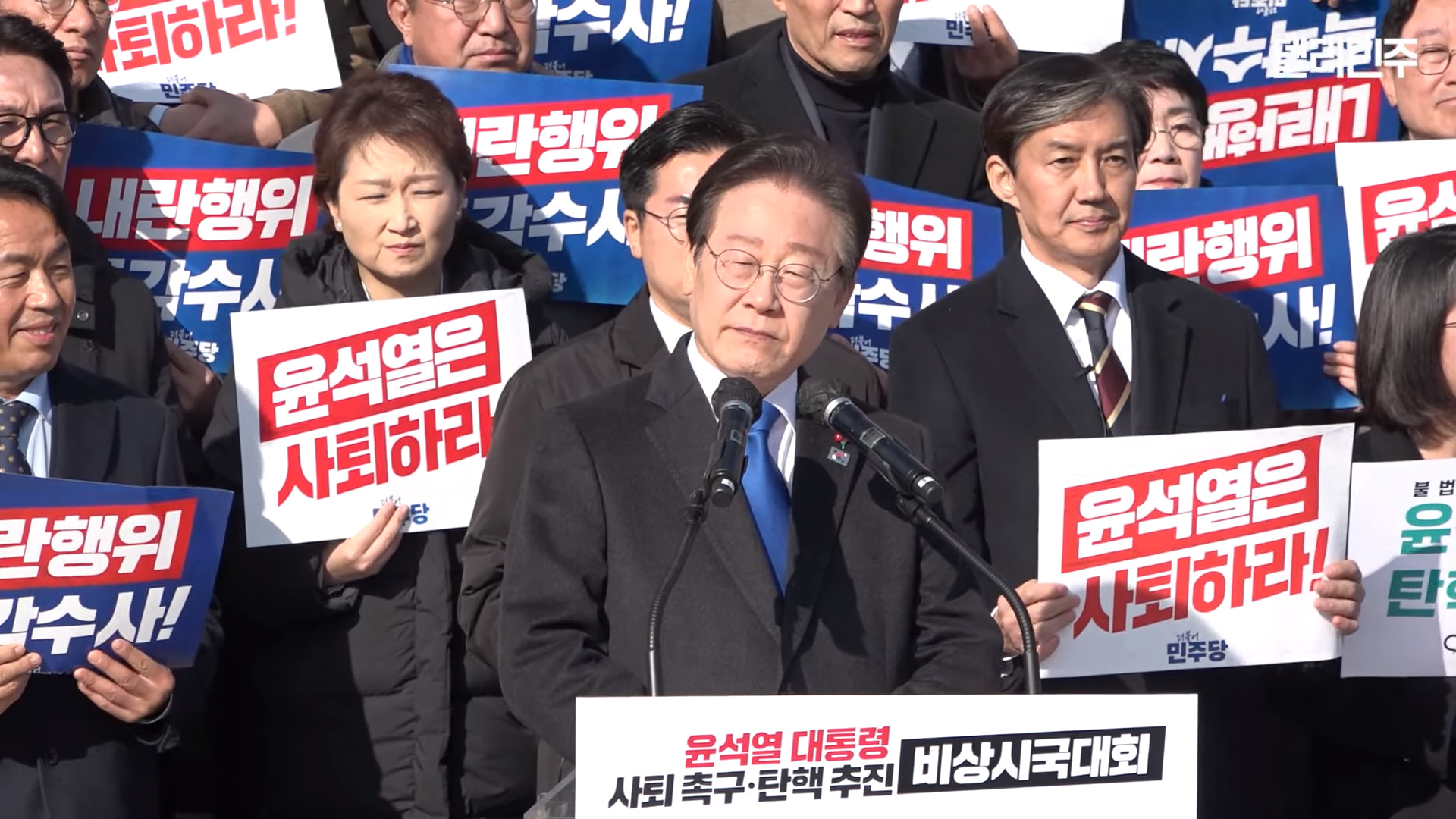
Lee Jae-myung, o principal líder da oposição, em um comício de emergência realizado na Assembleia Nacional em 4 de dezembro.

O The Economist descreveu a situação como uma crise constitucional e uma tentativa de golpe de estado. A BBC News entrevistou um residente de Seul que comparou a situação com o Golpe de Estado em Mianmar em 2021. Foi comparado ao ataque ao Capitólio dos Estados Unidos em 6 de janeiro, com um especialista dizendo que os efeitos da declaração na política sul-coreana e sua reputação seriam muito piores do que o que aconteceu nos Estados Unidos.
A revista Foreign Policy e os cientistas políticos Sidney Tarrow e Benjamin Engel descreveram o que aconteceu como um auto-golpe.

### Internas
O líder do Partido do Poder Popular, Han Dong-hoon, se opôs à medida, afirmando: "A declaração de lei marcial pelo presidente está errada. Nós a interromperemos junto com o povo". O Partido da Cidade de Incheon, uma divisão do Partido Democrático, criticou a decisão, descrevendo-a como o início de uma "era da ditadura de Yoon".
Lideranças da oposição começaram a se mobilizar para tentar um impeachment do presidente Yoon, uma vez que seu apoio dentro da classe política se erodiu consideravelmente. Outro possível alvo de um impeachment era o ministro da defesa Kim Yong-hyun, com o Partido Democrata, de oposição, pretendendo registrar uma queixa criminal contra ele. O porta-voz chefe do partido, Jo Seoung-lae, emitiu uma declaração dizendo "O DPK punirá a lei marcial de emergência inconstitucional e ilegal da administração Yoon [...] Instamos as agências de aplicação da lei a iniciar imediatamente uma investigação sobre o caso de traição do qual toda a nação está ciente agora e levar os perpetradores à justiça."

### Internacionais
O Conselho de Segurança Nacional dos Estados Unidos declarou que estava monitorando a situação de perto.
A embaixada chinesa na Coreia do Sul orientou seus cidadãos no país a "manterem a calma e prestarem atenção às mudanças políticas". Também recomendou que "reforcem a consciência de segurança, reduzam saídas desnecessárias e expressem opiniões políticas com cautela".
Vários países emitiram alertas pedindo cautela aos seus cidadãos na Coreia do Sul, aconselhando-os a serem vigilantes e evitar manifestações públicas. Alertas de viagem para a região foram emitidos pelos ministérios das Relações Exteriores francês e britânico.